# Bezděkov (district de Klatovy)
Pour les articles homonymes, voir Bezděkov.
Bezděkov (en allemand : Besdiekau) est une commune du district de Klatovy, dans la région de Plzeň, en République tchèque. Sa population s'élevait à 949 habitants en 2021.

## Géographie
Bezděkov se trouve à 6 km au sud-ouest du centre de Klatovy, à 42 km au sud de Plzeň et à 117 km au sud-ouest de Prague.
La commune est limitée par Poleň au nord-ouest, par Klatovy au nord-est et à l'est, par Lomec et Janovice nad Úhlavou au sud, et par Dlažov et Černíkov à l'ouest.

## Histoire
La première mention écrite de la localité date de 1331.

## Administration
La commune se compose de six quartiers :
- Bezděkov
- Koryta
- Poborovice
- Struhadlo
- Tetětice
- Vítaná

## Patrimoine

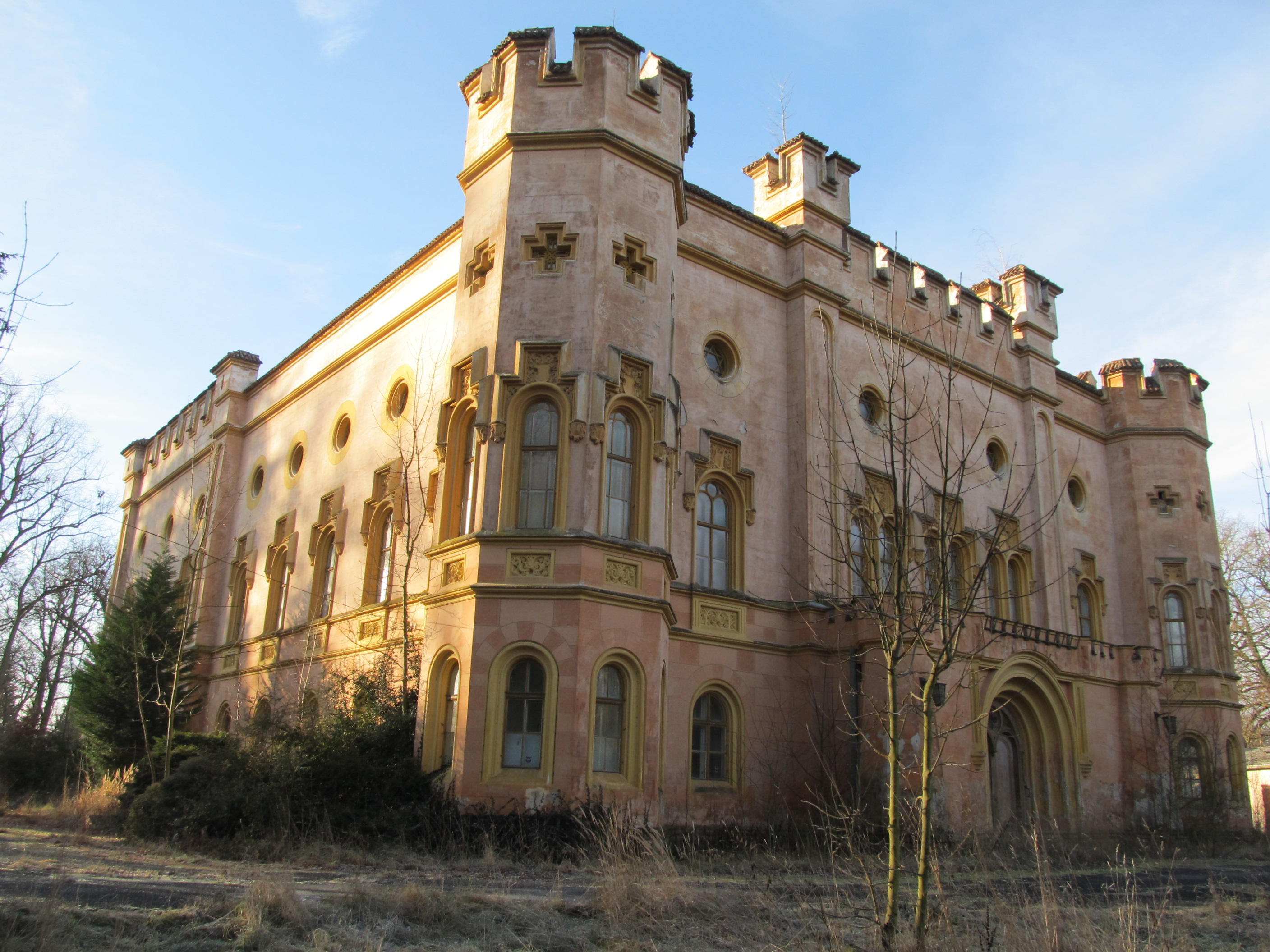
Château de Bezděkov.
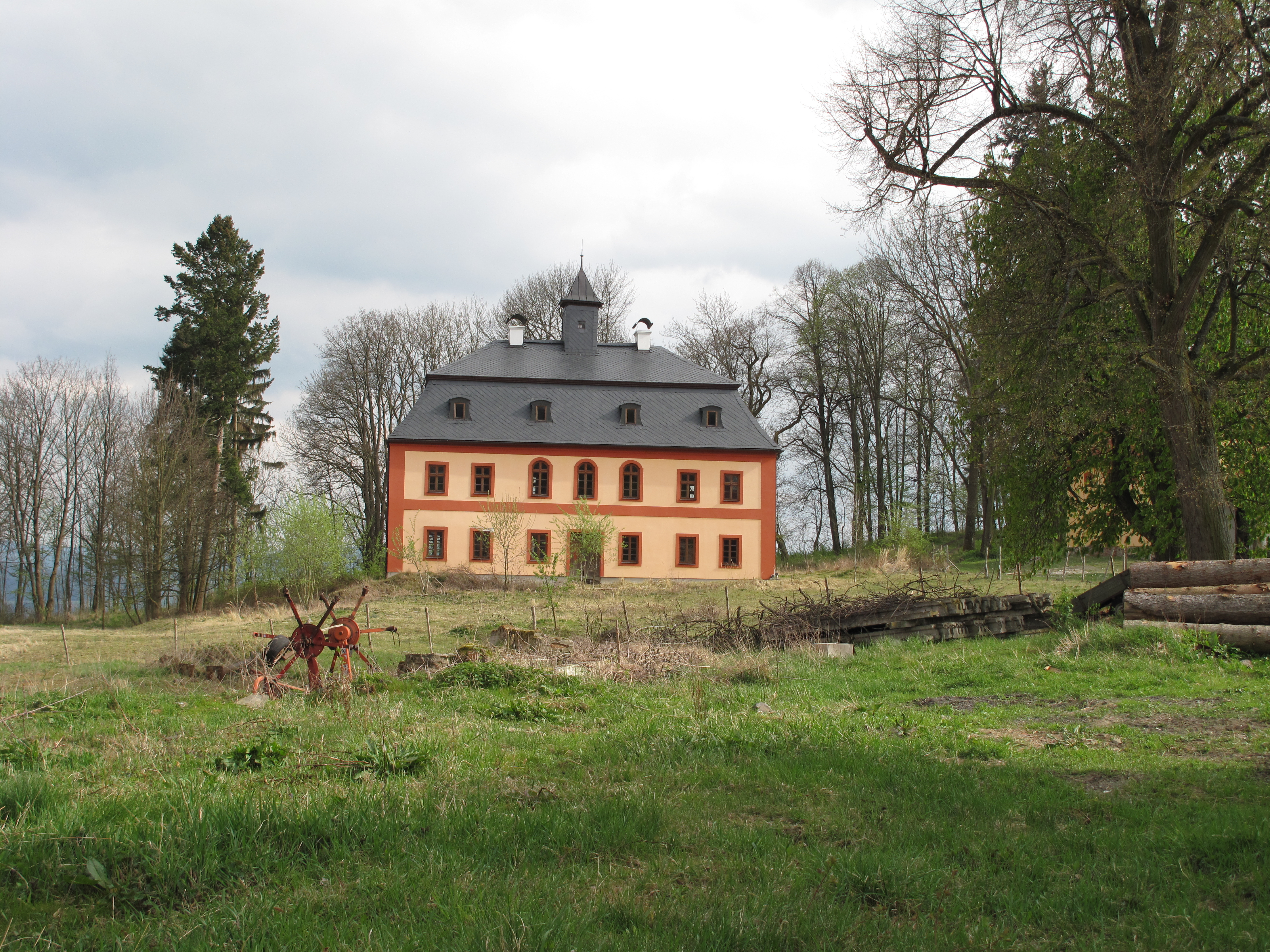
Château de Tetětice.

## Transports
Par la route, Bezděkov se trouve à 6 km de Klatovy, à 48 km de Plzeň et à 136 km de Prague.